# 斯諾布約爾加海崖
72°5′S 4°39′E / 72.083°S 4.650°E
斯諾布約爾加海崖，是南極洲的海崖，位於毛德皇后地的瑪塔公主海岸，根據挪威探險隊的測量和拍攝的空中照片繪入地圖，現時由南極條約體系管理。